# خوان مانوئل ازکانزابال
خوان مانوئل ازکانزابال (انگلیسی: Juan Manuel Azconzábal؛ زادهٔ ۸ سپتامبر ۱۹۷۴) بازیکن فوتبال اهل آرژانتین است.
از باشگاه‌هایی که در آن بازی کرده‌است می‌توان به باشگاه فوتبال روساریو سنترال، باشگاه فوتبال بانفیلد، باشگاه فوتبال لاس پالماس، و باشگاه فوتبال استودیانتس اشاره کرد.